# Simulium nigristrigatum
Simulium nigristrigatum är en tvåvingeart som först beskrevs av Günther Enderlein 1930.  Simulium nigristrigatum ingår i släktet Simulium och familjen knott. Inga underarter finns listade i Catalogue of Life.